# Золотий Кубок
Золотий Кубок (порт. Copa Ouro, ісп. Copa de Oro), або Золотий Кубок Ніколаса Леоса — міжнародний футбольний турнір, що проводився КОНМЕБОЛом в період з 1993 по 1996 рік. Він розігрувався між переможцями Кубка Лібертадорес, Суперкубка Лібертадорес, Кубка КОНМЕБОЛ та Кубка володарів Суперкубка Лібертадорес. В турнірі домінували бразильські клуби, крім аргентинського клубу «Бока Хуніорс», який переміг у першому розіграші, небразильским клубам не вдалося навіть пробитися у фінал.

## Переможці
| Рік        | Фінал        | Фінал            | Фінал            |
| Рік        | Переможець   | Рахунок          | Фіналіст         |
| ---------- | ------------ | ---------------- | ---------------- |
| 1993 Огляд | Бока Хуніорс | 0:0, 1:0         | Атлетико Мінейро |
| 1995 Огляд | Крузейру     | 0:1, 1:0 пен.4:1 | Сан-Паулу        |
| 1996 Огляд | Фламенго     | 3:1              | Сан-Паулу        |

## Статистика

### По клубам
| Клуб             | Перемог | Фіналів | Роки перемог | Роки фіналів |
| ---------------- | ------- | ------- | ------------ | ------------ |
| Бока Хуніорс     | 1       | 0       | 1993         |              |
| Крузейру         | 1       | 0       | 1995         |              |
| Фламенго         | 1       | 0       | 1996         |              |
| Сан-Паулу        | 0       | 2       |              | 1995, 1996   |
| Атлетіку Мінейру | 0       | 1       |              | 1993         |

### За країною
| Країна    | Перемог | Фіналів | Переможці                  | Фіналісти                           |
| --------- | ------- | ------- | -------------------------- | ----------------------------------- |
| Бразилія  | 2       | 3       | Крузейро (1), Фламенго (1) | Сан-Паулу (2), Атлетико Мінейро (1) |
| Аргентина | 1       | 0       | Бока Хуніорс (1)           |                                     |